# Learning Classifier System
Ein Learning Classifier System (LCS, deutsch Lernende Klassifikatorsysteme) ist ein Verfahren des maschinellen Lernens, bei dem evolutionäre Algorithmen mit klassischen Lernalgorithmen kombiniert werden, um adaptive Systeme zu erzeugen. 
Diese Systeme basieren auf Regeln, die traditionell die Form der bedingten Anweisung (Wenn-Dann) aufweisen. Diese Regeln sollen das bestmögliche Verhalten aufgrund einer bestimmten Eingabe (englisch input) ausführen. Sie werden dazu mit einem evolutionären Algorithmus angepasst. Prinzipiell sind vor allem die Pittsburgh-Type-LCS, in denen separate Populationen von Regeln angepasst werden, von den Michigan-Style-LCS zu unterscheiden. In letzteren werden einzelne Regeln evolviert und keine kompletten Regelsätze.